# Джеймс Стенлі Гей
Джеймс Стенлі Гей (англ. James Stanley Hey; 3 травня 1909 — 27 лютого 2000) — англійський радіоінженер, один з піонерів радіоастрономії.

## Життєпис
Закінчив Манчестерський університет в 1930. В 1940—1952 працював в армійській групі радарних досліджень (у 1949—1952 очолював її). У 1952—1969 обіймав посаду дослідника в англійському військовому радарному відомстві.
У ході вивчення перешкод, які заважали роботі радіолокаторів, відкрив в 1942 радіовипромінювання активних областей на Сонці (повідомлення про це опубліковано в 1946). У 1946 спільно з Дж. Стюартом показав можливість спостереження і вивчення метеорів за допомогою радіолокації. У 1946 відкрив спільно з С. Парсонсом і Дж. Філіпсом перше дискретне джерело космічного радіовипромінювання. Разом з Едвардом Епплтоном виявив зв'язок іоносферних збурень з сонячними спалахами. Автор книги «Радіовсесвіт» (1975, рос. пер. 1978).
Медаль Еддінгтона Лондонського королівського астрономічного товариства (1959).

## Публікації
- HEY J. S. Solar Radiations in the 4–6 Metre Radio Wave-Length Band // Nature / M. Skipper — NPG, Springer Science+Business Media, 1946. — Vol. 157, Iss. 3976. — P. 47–48. — ISSN 1476-4687; 0028-0836 — doi:10.1038/157047B0
- HEY J. S., STEWART G. S. Derivation of Meteor Stream Radiants by Radio Reflexion Methods // Nature / M. Skipper — NPG, Springer Science+Business Media, 1946. — Vol. 158, Iss. 4014. — P. 481–482. — ISSN 1476-4687; 0028-0836 — doi:10.1038/158481A0
- Hey J. S., Stewart G. S. Radar observations of meteors // Proceedings of the Physical Society — 1947. — Vol. 59, Iss. 5. — P. 858–883. — ISSN 0959-5309; 2051-2171 — doi:10.1088/0959-5309/59/5/312
- Hey, JS, Parsons, SJ, en Stewart, GS, Radio observations of the Giacobinid Meteor shower, 1946, Mon. Not. Not. R. R. Astr. Astre. Soc., 107, 176—183, 1947. Soc., 107, 176—183, 1947. 1947MNRAS.107..176H

### Книги з популяризації науки
- The Radio Universe, first edition 1971
- Evolution of Radio Astronomy in the series "Histories of Science, 1972